# Ricardo Merlo
Ricardo Antonio Merlo (né le 25 mai 1962 à Buenos Aires en Argentine) est un homme politique italien, leader du Movimento Associativo Italiani all'Estero (MAIE), député de 2006 à 2018.
Diplômé de l'université del Salvador, il a été député une première fois en 2006, au titre des Associazioni Italiane in Sud America (en), avant de fonder le MAIE en 2007. 
Il est élu sénateur lors des élections générales italiennes de 2018 avec plus de 31 % des voix et 52.739 voix de préférence sur son nom. Le 12 juin 2018, il devient secrétaire d'État aux Affaires étrangères du gouvernement Conte auquel il avait accordé sa confiance.